# Kabinett Dombrovskis III
Das Kabinett Dombrovskis III war die dritte von Valdis Dombrovskis gebildete Regierung Lettlands. Es kam nach der Parlamentswahl in Lettland 2011 zustande, die die Zusammensetzung der 11. Saeima bestimmten. Es löste am 25. Oktober 2011 das ebenfalls von Dombrovskis angeführte Vorgängerkabinett ab. Die Regierung gab am 27. November 2013 ihre Demission als Reaktion auf einen Supermarkt-Einsturz in Riga bekannt, blieb aber bis 22. Januar 2014 im Amt. An diesem Tag bestätigte Staatspräsident Andris Bērziņš das Kabinett Straujuma.
Der Regierung gehörten neben Ministern der drei Koalitionsparteien Vienotība, Zatlera Reformu partija und Nacionālā apvienība „Visu Latvijai!“ – „Tēvzemei un Brīvībai/LNNK“ auch mehrere parteilose Politiker an, die aber größtenteils den Koalitionspartner nahestanden und/oder diesen zumindest zeitweise angehörten.

## Regierungskabinett

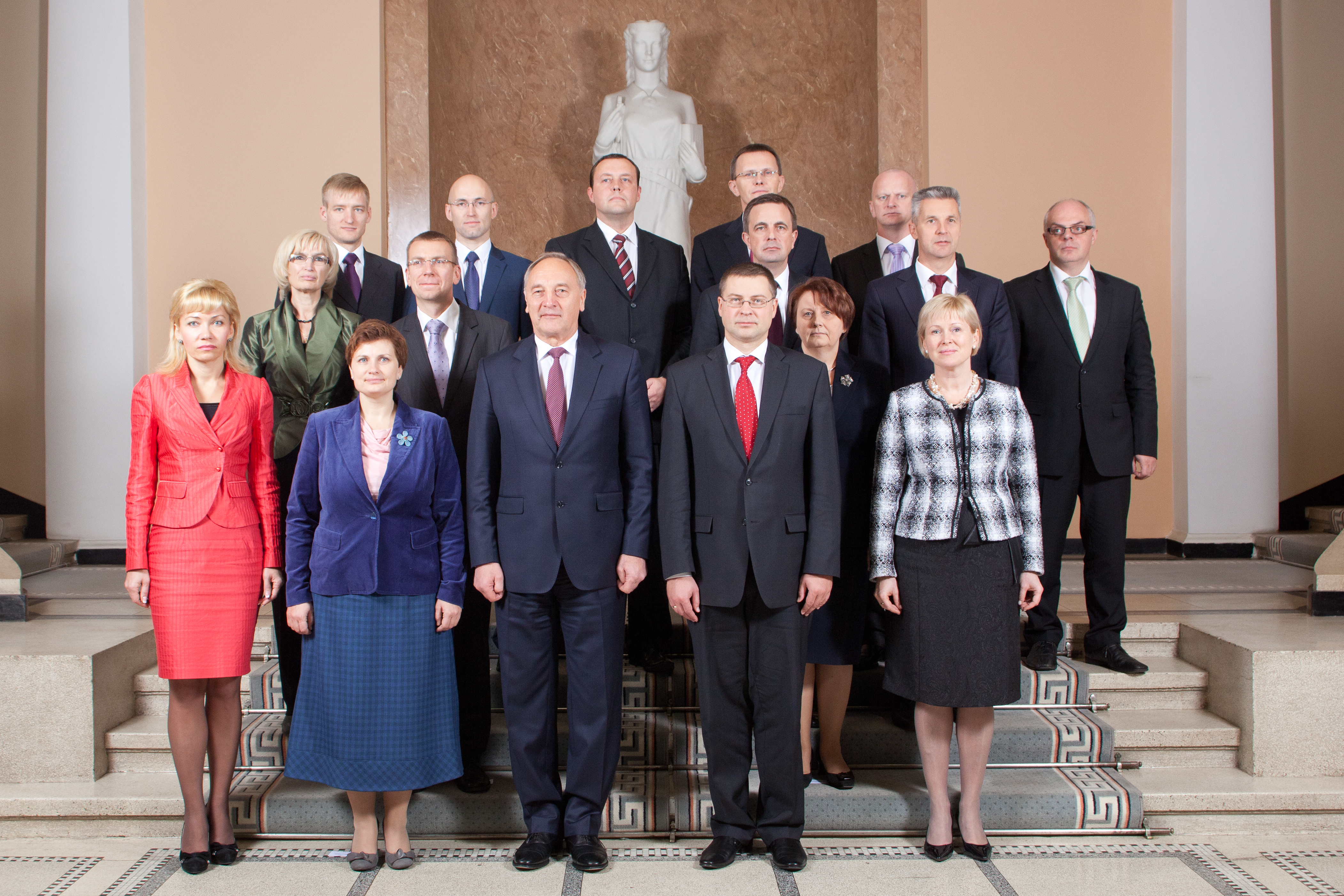
Das Kabinett am 25. Oktober 2011

| Ressort                                          | Name                                          |  |
| ------------------------------------------------ | --------------------------------------------- |  |
| Ministerpräsident                                | Valdis Dombrovskis                            |  |
| Stellvertretender Ministerpräsident Verteidigung | Artis Pabriks                                 |  |
| Auswärtiges                                      | Edgars Rinkēvičs                              |  |
| Wirtschaft                                       | Daniels Pavļuts                               |  |
| Finanzen                                         | Andris Vilks                                  |  |
| Inneres                                          | Rihards Kozlovskis                            |  |
| Bildung und Wissenschaft                         | Roberts Ķīlis (bis 30. Apr. 2013)             |  |
| Bildung und Wissenschaft                         | Vjačeslavs Dombrovskis (ab 2. Mai 2013)       |  |
| Kultur                                           | Žaneta Jaunzeme-Grende (bis 16. Sep. 2013)    |  |
| Kultur                                           | Dace Melbārde (ab 31. Okt. 2013)              |  |
| Soziales                                         | Ilze Viņķele                                  |  |
| Verkehr                                          | Aivis Ronis (bis 1. Mrz. 2013)                |  |
| Verkehr                                          | Anrijs Matīss (ab 2. Mrz. 2013)               |  |
| Justiz                                           | Gaidis Bērziņš (bis 21. Jun. 2012)            |  |
| Justiz                                           | Jānis Bordāns (5. Jul. 2012 bis 1. Nov. 2013) |  |
| Gesundheit                                       | Ingrīda Circene                               |  |
| Umweltschutz und Regionalentwicklung             | Edmunds Sprūdžs (bis 1. Dez. 2013)            |  |
| Umweltschutz und Regionalentwicklung             | Daniels Pavļuts (kom. ab 2. Dez. 2013)        |  |
| Landwirtschaft                                   | Laimdota Straujuma                            |  |

## Koalitionsparteien
|  | Partei                                                             |
|  | ------------------------------------------------------------------ |
|  | Vienotība                                                          |
|  | Zatlera Reformu partija                                            |
|  | Nacionālā apvienība „Visu Latvijai!“ – „Tēvzemei un Brīvībai/LNNK“ |